# Тихомирова, Татьяна Сергеевна
Татья́на Серге́евна Тихоми́рова (род. 17 октября 1931 года, Москва) — российский лингвист, специалист по полонистике. Кандидат филологических наук (1972), доцент филологического факультета МГУ (1975).

## Биография
Т. С. Тихомирова родилась в 1931 году в Москве. Училась на славянском отделении филологического факультета МГУ по специальности «польский язык и литература». По завершении обучения в 1954 году поступила в аспирантуру кафедры общего и сравнительно-исторического языкознания (1954—1957).
C 1958 года Т. С. Тихомирова работает на кафедре славянской филологии филологического факультета МГУ. В 1963—1964 годах проходила стажировку на факультете полонистики Варшавского университета. В 1972 году Т. С. Тихомирова защитила кандидатскую диссертацию («Процессы адвербиализации форм творительного падежа беспредложного в польском языке», научный руководитель С. Б. Бернштейн). В 1975 году стала доцентом.

## Научная деятельность
Т. С. Тихомирова — специалист по морфологии и синтаксису современного польского языка. Она является автором грамматических описаний польского языка, подготовленных для двух изданий — серии «Языки мира» (1978) и «Языки мира. Славянские языки» (2005). В сферу научных интересов Т. С. Тихомировой входят также вопросы преподавания польского языка как иностранного. Её авторству принадлежат такие работы, как «Курс польского языка» (1988) и русская версия учебника польского языка для иностранцев Uczymy się polskiego Б. Бартницкой и др. («Мы учим польский» — начальный курс). Т. С. Тихомировой опубликован ряд статей, посвящённых в частности сопоставительному изучению аспектов грамматического строя польского и русского языков. Она выступала на многочисленных конференциях и съездах, в том числе с докладом «Проблемы сопоставительного изучения именных категорий в русском и польском языках» на XII Международном съезде славистов (1998), ею также был опубликован доклад «Узуально-ситуативные речевые элементы как объект сопоставительного изучения (на примере выражения согласия/несогласия в русском и польском языках)» к XIII Международному съезду славистов (2003).
Т. С. Тихомирова является заслуженным преподавателем МГУ, ею были подготовлены трое кандидатов наук. Т. С. Тихомирова входит в состав Учёного Совета филологического факультета МГУ и международной ассоциации польских и зарубежных преподавателей польской культуры и польского языка как иностранного «Бристоль». Награждена медалью Комиссии Народного образования Республики Польша и кавалерским крестом ордена Заслуг перед Республикой Польша (2004).

## Публикации
Т. С. Тихомирова — автор более 50 научных публикаций, многие из которых посвящены исследованию грамматического строя польского языка, а также вопросам его преподавания. Среди них отмечаются следующие научные работы:
1. Тихомирова Т. С. Польский язык (Грамматический очерк, литературные тексты с комментариями и словарём) // Языки мира (серия пособий). Выпуск 9 / под ред. Р. А. Будагова и Н. С. Чемоданова. — М.: Изд-во Моск. ун-та, 1978. — 208 с.
2. Тихомирова Т. С. Курс польского языка. — М.: Высшая школа, 1988.
3. Bartnicka B., Jekiel W., Jurkowski M., Wasilewska D., Wrocławski K. (Тихомирова Т. С. — русский вариант). Uczymy się polskiego = Мы учим польский: Начальный курс + 3 кассеты/2 CD. — Wyd. II. — Warszawa: Wiedza Powszechna, 2003. — Т. 1—2. — 163+479 с. — ISBN 978-83-214-1107-1.
4. Тихомирова Т. С. Польский язык // Языки мира: Славянские языки. — М., 2005. — С. 347—383. (Дата обращения: 25 декабря 2012)
5. Ананьева Н. Е., Тихомирова Т. С. Польский язык. Самоучитель для начинающих. — М.: АСТ-Пресс, 2012. — ISBN 978-5-462-00951-8.